# Coll Roig (Granera)

El Coll Roig, respecte del terme de Granera

El Coll Roig és una collada situada a 798,9 m d'altitud situat en el punt de trobada dels termes municipals de Castellterçol i Granera, de la comarca del Moianès.
Està situat a llevant del terme de Granera i a ponent del de Castellterçol, a llevant de la masia del Carner i al sud-est de la del Calbó, a ponent de la del Munt i al nord-oest de la del Pererol. És a la dreta del torrent del Sot del Calbó, al nord del Cau del Notari i a ponent de la Roureda.